# 三斑双线鲆
三斑双线鲆（学名：Grammatobothus polyophthalmus）为輻鰭魚綱鰈形目鰈亞目鲆科双线鲆属的鱼类，俗名多斑线鲆。分布于西达印度、南达澳大利亚昆士兰以及海南西侧及南侧海区等，属于暖水性浅海底层海鱼，棲息深度0-90公尺，有眼睛的一邊淡褐色, 有三個大且突出的深色假眼斑，背鰭、臀鰭與腹鰭具有不明顯的暗色斑點與斑紋，體長可達21公分，棲息在沙泥、碎石底質大陸棚，以底棲生物為食，生活習性不明，可做為食用魚。该物种的模式产地在印度尼西亚。